# Xerus rutilus
Xerus rutilus är en däggdjursart som först beskrevs av Philipp Jakob Cretzschmar 1828.  Xerus rutilus ingår i släktet Xerus och familjen ekorrar. IUCN kategoriserar arten globalt som livskraftig, och populationen är stabil. Det svenska trivialnamnet Östlig jordekorre förekommer för arten.

## Underarter
Catalogue of Life och Wilson & Reeder (2005) skiljer mellan 8 underarter:
- Xerus rutilus rutilus (Cretzschmar, 1828)
- Xerus rutilus dabagala Heuglin, 1861
- Xerus rutilus dorsalis Dollman, 1911
- Xerus rutilus intensus Thomas, 1904
- Xerus rutilus massaicus Toschi, 1945
- Xerus rutilus rufifrons Dollman, 1911
- Xerus rutilus saturatus (Neumann, 1900)
- Xerus rutilus stephanicus Thomas, 1906

## Beskrivning
En liten jordekorre med brungul till rödbrun, ganska sträv päls med ryggsidan mörkare än buksidan. Till skillnad från andra arter i släktet saknar den några längsstrimmor. Den platta svansen är rödbrun på ovansidan och vitaktig på undersidan. Kroppslängden är 20 till 25,5 cm, exklusive den 12 till 22,5 cm långa svansen. Vikten varierar mellan 260 och 420 g.

## Ekologi
Jordekorren förekommer från havsytans nivå till mer än 2 000 meter över havet. Habitaten utgörs främst av torra savanner, öppna buskmarker och flodbäddar med lättgrävd jord där arten kan inrätta sina bon. Den förekommer också i odlade områden.
Bona inrättas gärna i håligheter vid basen av salvadoraträd, delvis omkullvälta akaciaträd eller vid kreatursinhägnader. I vissa delar av utbredningsområdet förläggs boet även vid opuntiakaktusar.
Arten är inte revirhävdande, och flera ekorrar av båda könen kan leva i samma bo. Ofta lever en grupp av så många som sex individer i samma underjordiska bo. Det förekommer även att arten delar bon med den nära släktingen västafrikansk jordekorre (Xerus erythropus).
Ekorren är dagaktiv, och tillbringar sin vakna tid utomhus, ofta långt ifrån boet. Bortsett från när de söker skydd mot en angripare stannar de endast i boet vid kraftiga regnskurar eller under perioder med svår hetta (vanlig middagshetta klarar de i regel av genom att söka skydd i buskage).
Oftast lever en grupp av upp till sex individer i samma underjordiska bo. Honor föder en eller två ungar per kull.

### Föda och predation
Arten lever framför allt av frön och löv, som utgör mer än 50 % av dess föda, men kan också ta rötter, fröskidor, frukter, stjälkar och insekter.
Själv utgör arten föda för många djur, som leoparder, schabrakschakal, savannörn, gycklarörn, stridsörn och ormar.

### Fortplantning
Arten parar sig i april till maj, efter ett förspel som involverar en rest svans hos hanen, som besvaras av honan med snabba upp-och-ner-rörelser av svansen och luktmarkeringar. Inför födelsen överger honan temporärt sitt gamla bo och konstruerar ett speciellt bo för ungarna (ofta ett gammalt, övergivet bo som åter grävs ut). Hon föder en eller två ungar per kull. När dessa är självständiga överger honan yngelboet och återgår till sitt gamla bo.

## Utbredning
Denna jordekorre förekommer vid Afrikas horn. Utbredningsområdets västra gräns sträcker sig från Sudans östligaste spets söderut till norra Tanzania. De exakta gränserna för artens förekomst i Somalia är osäkra. Den finns dessutom i en isolerad population i centrala Sudan vid Vita Nilen.